# Вијадукт (компанија)
Вијадукт (хрв. Viadukt) је хрватска грађевинска фирма специјализована за изградњу мостова, тунела и друмова, те изградњу и реконструкцију градских улица.
Значајнији Вијадуктови радови су: значајне дионице А1, А3 и А5 ауто-путева, бројни вијадукти на ауто-путевима, укључујући Осојник, Драгу, Зечеву Драгу, Добру, Дрежник, Лимску Драгу итд., као и мост Бајер (дио ауто-пута А6) и Савски мост (дио ауто-пута А2). Компанија такође изводи грађевинске радове на Пељешком мосту. Вијадукт је изградио и најдужи тунел на ауто-путу А6 – тунел Тухобић.